# Tierras Bajas de Eslovaquia Oriental
Las Tierras Bajas de Eslovaquia Oriental (en eslovaco: Východoslovenská nížina) es el nombre de la parte de la gran llanura húngara (Veľká dunajská kotlina) situada en Eslovaquia.
En términos de geomorfología, forma una unidad con las Tierras Bajas del Tisza (Tiszamenti síkság) en Hungría, las Tierras Bajas Transcarpatianas (Zakarpats'ka nyzovyna) en Ucrania y la llanura Câmpia Someşului en Rumania.
La parte tectónica más baja, hasta los 94-100 m de altitud, está llena de enormes capas del Neógeno. 
Consta de las dos siguientes partes:
- Colinas eslovacas orientales (también traducido como Tierra Alta de Eslovaquia Oriental), al oeste y al norte;
- Llanura eslovaca oriental en el medio, este y sur.

- Datos: Q1542648
- Multimedia: Eastern Slovak Lowland / Q1542648